# Katastrofa słowackiego An-24 na Węgrzech
19 stycznia 2006 roku ok. godz. 19:30 słowacki samolot wojskowy Antonow An-24B rozbił się na zboczu góry Borsó-hegy między miejscowościami Hejce i Telkibánya w północno–wschodnich Węgrzech, 3 km od granicy ze Słowacją i około 20 km od lotniska. Samolot leciał ze stolicy Kosowa Prisztiny do Koszyc. Na pokładzie było łącznie 43 osoby - 28 żołnierzy słowackich, 8 członków załogi i 7 osób zespołu pomocy logistycznej. Żołnierze wracali do domu z misji pokojowej KFOR w Kosowie. W wypadku zginęły 42 osoby, przeżyła jedna. 
Feralnego dnia kapitanem samolotu był Norbert Kumančík, a drugim pilotem był Miroslav Novák. Jako hipotetyczną przyczynę katastrofy podano złamanie zasad bezpieczeństwa lotu poprzez zniżenie się do wysokości kolizjogennej z przeszkodami terenowymi w czasie przelotu nad lasem. Doszło do wybuchu zbiorników paliwa, na skutek gwałtownego tarcia wierzchołków drzew o skrzydła w miejscu, gdzie znajdują się zbiorniki. Samolot w czasie katastrofy wyciął ponad 600 metrów gęstego lasu i spadł w gęsto zalesiony, górzysty i zaśnieżony teren, co poważnie utrudniło akcję ratunkową. 
Śmigłowiec Mi-17 został wysłany z lotniska Sliač w celu zlokalizowania wypadku, lokalizując miejsce wypadku o 20:30 na zboczu wzgórza Borsó. Akcję ratunkową prowadziły służby słowackie i węgierskie – łącznie stu ratowników. Na miejscu wypadku, w trudno dostępnym terenie i na mrozie, ratownicy znaleźli tylko jednego żywego żołnierza - porucznika Martina Farkaša (27), który został przetransportowany do szpitala w Koszycach.
Jest to największa katastrofa lotnicza w historii niepodległej Słowacji. Prezydent Ivan Gašparovič ogłosił żałobę narodową w dniach 23-24 stycznia 2006 roku. Słowacki minister obrony Juraj Liška podał się do dymisji. Szczątki An-24 zostały przewiezione do bazy lotniczej w Preszowie i poddane dokładnemu dochodzeniu, w wyniku którego potwierdzono przypuszczenie, że zawiódł czynnik ludzki. Raport został jednak utajniony. Po ponad dziesięciu latach domagano się nowego dochodzenia w sprawie wypadku z powodu podejrzenia, że ustalenia dochodzenia są nieprawidłowe i że nie uwzględniono wszystkich dowodów. Świadczy o tym również decyzja Sądu Okręgowego w Bratysławie, która nie potwierdziła winy pilota, a siły zbrojne Republiki Słowackiej przyznały, że pilot kpt. Norbert Kumančík odpowiada w 80 procentach.   
W pobliżu miejsca katastrofy odsłonięto pomnik ku czci ofiar, z napisem: 

Pamięci 42 żołnierzy Sił Zbrojnych Republiki Słowackiej, którzy zginęli 16.01.2006 w katastrofie lotniczej podczas powrotu do domu po spełnieniu swoich obowiązków na misji pokojowej KFOR w Kosowie w służbie dla swojej ojczyzny i pokoju